# Manfred Geyer
Manfred Geyer (Altenfeld, 23 maggio 1951) è un ex biatleta tedesco.

## Palmarès

### Olimpiadi
- 1 medaglia:
  - 1 bronzo (Innsbruck 1976 nella staffetta 4x7,5 km)

### Mondiali
- 2 medaglie:
  - 2 bronzi (Lake Placid 1973 nella staffetta 4x7,5 km; Vingrom 1977 nella staffetta 4x7,5 km)